# Нгватхе (местный муниципалитет)
Нгватхе (Ngwathe) — местный муниципалитет в районе Фезиле-Даби провинции Фри-Стейт (ЮАР). Административный центр — Парейс. Название муниципалитета — это название реки Реностер на языке сесото.

## Населённые пункты
В скобках указана численность населения по данным переписи 2001 года:
- Эденвиль (896)
- Хейлброн (9.652)
- Коппис (967)
- Квакватси (7.830)
- Моквалло (8.637)
- Нгватхе (5.294)
- Парейс (10.716)
- Пхиритона (15.874)
- Тумахоле (33.084)
- Вредефорт (3.053)